# Tornaľa
Tornaľa (Hongaars: Tornalja) is een Slowaakse gemeente in de regio Banská Bystrica, en maakt deel uit van het district Revúca.
Tornaľa telt 7991 inwoners.

## Bevolkingssamenstelling
in het jaar 1910: 2033 inwoners waarvan 1995 Hongaren.
in het jaar 2011: 7509 inwoners waarvan 4331 Hongaren, 2262 Slowaken en 334 Roma.
Držkovce · Gemer · Gemerská Ves · Gemerské Teplice · Gemerský Sad · Hrlica · Hucín · Chvalová · Chyžné · Jelšava · Kameňany · LeváreLevkuška · Licince · Lubeník · Magnezitovce · Mokrá Lúka · Muráň · Muránska Dlhá Lúka · Muránska Huta · Muránska Lehota · Muránska Zdychava · Nandraž · Otročok · Ploské · Polina · Prihradzany · Rákoš · Rašice · Ratková · Ratkovské Bystré · Revúca · Revúcka Lehota · Rybník · Sása · Sirk · Skerešovo · Šivetice · Tornaľa · Turčok · Višňové · Žiar